# Tetraselmis
Tetraselmis je rod fitoplanktona, za katerega je značilna visoka vsebnost lipidov in aminokislin, zato je pomemben v morski prehranjevalni verigi. Predstavniki so običkane enocelične alge, po navadi velike 10 µm  x 14 µm.
Vrsta T. convolutae je soživka s Symsagittifera roscoffensis (acoelomate), lahko pa živi tudi samostojno.

## Vrste
- Tetraselmis alacris Butcher
- Tetraselmis apiculata (Butcher) Butcher
- Tetraselmis ascus (Proskauer) R. E. Norris, Hori & Chihara
- Tetraselmis astigmatica R. E. Norris & Hori
- Tetraselmis chuii Butcher
- Tetraselmis convolutae Parke & Manton
- Tetraselmis cordiformis (N. Carter) S. F. N. Stein
- Tetraselmis desikacharyi Matin, Hoef-Emden & Melkonian
- Tetraselmis gracilis (Kylin) Butcher
- Tetraselmis hazeni Butcher
- Tetraselmis impellucida (McLachlan & Parke) Norris, Hori & Chihara
- Tetraselmis inconspicua Butcher
- Tetraselmis levis Butcher
- Tetraselmis maculata Butcher
- Tetraselmis marina (Cienkowski) R. E. Norris, Hori & Chihara
- Tetraselmis micropapillata
- Tetraselmis rubens Butcher
- Tetraselmis striata Butcher
- Tetraselmis suecica (Kylin) Butcher
- Tetraselmis tetrabrachia  inedit.
- Tetraselmis tetrathele (West) Bucher
- Tetraselmis verrucosa Butcher
- Tetraselmis wettsteinii (Schiller) Throndsen